# A Rainha Ginga
A Rainha Ginga é um romance histórico publicado em 2014, escrito pelo autor luso-angolano José Eduardo Agualus. A obra retrata a vida de Dona Ana de Sousa, conhecida como Rainha Ginga (ou Njinga), que viveu entre 1583 e 1663. O título real da monarca, "Ngola", em quimbundo, deu origem ao nome Angola, utilizado pelos colonizadores portugueses para designar a região.

### Enredo
Narrado por um padre pernambucano fictício, o romance acompanha a relação de amor e conflito entre Angola e Portugal, destacando figuras históricas e lendárias da época. A personagem central é Rainha Ginga, apresentada como símbolo de resistência, inteligência estratégica e complexidade cultural. A obra aborda temas como identidade étnica, religião, gênero e política, relacionando o passado com reflexões atuais.